# Stołbowo (obwód kostromski)
Stołbowo (ros. Столбово) – osiedle w Rosji, w obwodzie kostromskim, w rejonie sudisławskim. W 2010 liczyło 86 mieszkańców.